# Prueba de estimulación con ACTH
La prueba de estimulación con ACTH (también llamada test de estimulación rápido con ACTH o prueba de Synacthen) es una prueba médica realizada para determinar el funcionamiento de las glándulas suprarrenales. Específicamente, se utiliza para diagnosticar o excluir la insuficiencia adrenal (enfermedad de Addison y condiciones relacionadas). Se practica inyectando hormona adrenocorticotropa (ACTH) sintética y midiendo la cantidad de cortisol que las glándulas suprarrenales producen en respuesta. Aparte de objetivar la insuficiencia adrenal, esta prueba también permite diferenciar sus causas.

## Método de preparación y administración

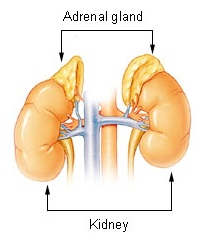
Representación de las glándulas adrenales, situadas encima de los riñones.

El paciente debe ayunar durante 12 horas con anterioridad al inicio de la prueba, debiendo practicarse la misma antes de las 10 AM, pero tan próximo a las 7 AM como sea posible. Si el paciente está siendo tratado o suplementado con glucocorticoides, DHEA, pregnenolona o extracto adrenal, estos deberán retirarse gradualmente de forma segura, logrado lo cual aún deberá esperarse un mínimo de 2 semanas antes de someterse a la prueba. El estrés y la administración reciente de gammagrafías pueden incrementar artificialmente los niveles e invalidar, en su caso, los resultados de la prueba. Del mismo modo, las terapias con espironolactona, contraceptivos, estrógenos, andrógenos y progesterona pueden igualmente afectar a los resultados de la prueba de estimulación, tanto de la aldosterona como del cortisol. Si se va a estimular la aldosterona, el paciente deberá abstenerse de ingerir sal y alimentos salados o con alto contenido en sodio durante 24 horas antes de la prueba, con el objeto de permitir que dicha hormona se eleve tanto como sea posible. Las mujeres deben encontrarse en la primera semana del ciclo menstrual cuando se va a medir la aldosterona. El procedimiento que constituye la prueba deberá explicarse bien al paciente antes de practicar la misma.
Inicialmente, se extrae una primera muestra de sangre al paciente para obtener el nivel basal de cortisol (debe medirse también el nivel sérico de ACTH). A continuación, se inyecta ACTH sintética (Synacthen o Cortrosyn, nombres comerciales del tetracosáctido y la cosintropina, respectivamente). Posteriormente, se vuelven a extraer dos o tres muestras de sangre, heparinizada con aproximadamente 20 mg (en un tubo con tapa roja que, tras la última extracción, se enviará inmediatamente al laboratorio envuelto en hielo), lo cual se realiza a los 30 minutos, a veces 45 minutos, y a los 60 minutos de haberse inyectado la ACTH sintética. La prueba debe tener una duración mínima de 60 minutos. Si las glándulas suprarrenales funcionan adecuadamente, el nivel de cortisol debe duplicarse en dicho periodo de 60 minutos. Si el nivel de cortisol fue 25 antes de la estimulación (nivel basal), tras la misma debe alcanzar como mínimo 50. La mayoría de pacientes no nota nada durante o después de la prueba, pero podría aparecer cierto rubor en la piel, ansiedad, náuseas o hasta una acentuada sensación de bienestar.

## Método e interpretación de la estimulación del cortisol

Estructura química del cortisol, principal glucocorticoide secretado por la corteza suprarrenal humana y el esteroide más abundante en la sangre periférica.

La hidrocortisona o cortisol es el principal glucocorticoide segregado por la corteza suprarrenal humana y el esteroide más abundante en la sangre periférica, si bien también se forman cantidades menores de corticosterona. 
- En la insuficiencia adrenal primaria, el nivel de cortisol basal habitualmente se encuentra ligeramente bajo, alrededor de 15 (puede ser mucho más bajo). Si la prueba de estimulación con ACTH eleva el nivel a 20, el valor no se estaría duplicando y esto respaldaría el diagnóstico de insuficiencia adrenal primaria.

- En la insuficiencia adrenal secundaria, el nivel de cortisol basal puede duplicarse, triplicarse, cuadruplicarse o más, después de la estimulación, partiendo de un valor bajo. Se han reportado casos en los que dicho valor llega a quintuplicarse (5 subiendo a 25 ng/dl; 6 subiendo a 30), sextuplicarse (4 subiendo a 24; 5 subiendo a 30), septuplicarse (0,7 subiendo a 4,9) y decuplicarse (2 subiendo a 20; 2,7 subiendo a 27,6). Recientemente, una estimulación llegó casi a multiplicar por 13 (de 1,25 a 16: ascendió 12,8 veces) y otra a multiplicar por 14 (1,7 subiendo a 24), alcanzando el valor de 27,5 (16 veces superior) después de una hora y media de estimulación. Estos ejemplos ilustran cuán extremos pueden llegar a ser los resultados en estos casos durante una prueba de estimulación con ACTH. La mayoría de ellos tan sólo duplican o triplican y normalmente arrancan con un valor de cortisol basal de al menos 10. Dicho nivel se encuentra tan bajo debido al déficit fisiológico de ACTH natural. Cuando se administra ACTH sintético durante la prueba, las adrenales de los pacientes reaccionan profusamente ya que, en realidad, ellas funcionan bien, sólo que no pueden hacerlo al no recibir suficiente ACTH natural desde la glándula pituitaria.[7]

Algunas personas relatan que su primera prueba de estimulación con ACTH duplicó o más el cortisol a partir de un valor basal bajo, mientras que otra prueba realizada con posterioridad sugería la insuficiencia adrenal primaria (no llegó a duplicarse el valor de cortisol). Varios han referido el cambio de diagnóstico efectuado por su médico, dictaminando insuficiencia adrenal primaria en lugar de secundaria. En insuficiencia adrenal secundaria, si el déficit de ACTH natural se prolonga por tiempo suficiente, la producción adrenal de cortisol puede atrofiarse, de tal modo que ya no se podrá elevar ante una prueba de estimulación con ACTH, con un valor sérico de esta última en la mitad inferior del rango. Lo correcto es mantener el diagnóstico de insuficiencia secundaria.
La prueba con ACTH representa generalmente la última palabra en los casos de insuficiencia adrenal, pero ocurre que la mayoría de médicos tan sólo buscan la enfermedad de Addison. Si la prueba no sugiere Addison (por ejemplo, en el auténtico Addison la estimulación puede arrancar de 3 y elevarse a 4, o de 6 elevándose a 8), los médicos lo valoran entonces como una prueba evidente del buen funcionamiento adrenal. Su fallo estriba en no ser capaces de apreciar cualquier otro grado de insuficiencia existente entre la enfermedad de Addison y una función adrenal sana. Muchos pacientes con insuficiencia adrenal secundaria pasan inadvertidos, dado que la mayoría de médicos ven correcta la duplicación o más, incluso partiendo de unos niveles basales bajos de ACTH y cortisol, sin advertir que lo que esto indica es una producción disminuida de ACTH.

### Prueba de ACTH sérica
La prueba de ACTH sérica debe realizarse siempre de forma simultánea a la estimulación. Dicha prueba mide la cantidad de ACTH que segrega la pituitaria. Las pruebas de ACTH sérica y estimulación con ACTH, practicadas conjuntamente, pueden ofrecer una fotografía más nítida, especialmente si se padece insuficiencia adrenal secundaria.
En insuficiencia adrenal primaria (incluyendo la enfermedad de Addison), el valor de ACTH sérica deberá encontrarse en la parte alta del rango o por encima de él. A veces, en la enfermedad de Addison, la ACTH estará muy por encima del límite superior del rango, llegando a registrarse valores tan altos como cientos e incluso miles de veces.
En la insuficiencia adrenal secundaria, el valor de la ACTH sérica estará habitualmente en la mitad inferior del rango, quizá hacia la parte más baja, pero normalmente no por debajo del mismo, aunque también podría llegar a situarse ligeramente por encima de 40 (el 98% de los secundarios están dentro del rango). Un valor saludable de ACTH sérica debe encontrarse en el tercio superior del rango (asumiendo un rango de 10 – 60, como casi siempre fue hasta hace unos 3 años).

## Método e interpretación de la estimulación de la aldosterona

Estructura química de la aldosterona.

La prueba de estimulación con ACTH se usa ocasionalmente para estimular al mismo tiempo la producción de aldosterona y de cortisol, lo cual sirve de ayuda a la hora de determinar si, junto a la insuficiencia adrenal, está presente también un hipoaldosteronismo primario (hiperreninémico) o secundario (hiporreninémico). La ACTH humana natural ejerce una pequeña influencia sobre la aldosterona, pero la cantidad de ACTH sintética que se administra durante la estimulación supera la producción diaria global de ACTH natural, por lo que la respuesta de la aldosterona puede medirse fácilmente. Del mismo modo que el cortisol, la aldosterona debe duplicarse desde un respetable valor basal (alrededor de 20 ng/dl, debe abstenerse de sal durante 24 horas y sentarse erguido para la extracción de sangre).
- En la insuficiencia adrenal primaria, el valor basal de aldosterona debe ser más bajo (inferior a 10 o ligeramente por encima) y elevarse hasta menos del doble de dicho valor. Si la aldosterona se duplica o más, partiendo de un valor basal bajo, probablemente se padezca un hipoaldosteronismo secundario y conjuntamente con la estimulación del cortisol puede ayudar a respaldar el diagnóstico de insuficiencia adrenal secundaria.

- En la insuficiencia adrenal secundaria, la producción de aldosterona puede multiplicarse por varios factores partiendo de un valor basal bajo. La decuplicación de la aldosterona en una prueba de estimulación con ACTH es posible (por ejemplo, de 2 ng/dl subiendo a 20).[9] Al igual que en la estimulación del cortisol, muchos médicos carecen de los conocimientos suficientes a la hora de interpretar adecuadamente un hipoaldosteronismo secundario y piensan que este resultado es fantástico. Por regla general, lo que se aprecia en caso de insuficiencia adrenal secundaria es desde una duplicación hasta una cuadruplicación, partiendo de un valor basal bajo de aldosterona.